# Demonic
A Demonic a Testament nevű thrash metal együttes hetedik stúdióalbuma, amely 1997-ben jelent meg a Burnt Offerings kiadónál. Ez a lemez a Testament történetének legdurvább albuma. A megszokott thrash metal stílust death metal témák váltották fel, az énekes Chuck Billy pedig gyakorlatilag végighörgi a dalokat, amelyek eredetileg Peterson és Billy 1996-ban létrehozott Dog Faced God nevű projektje számára készültek, amikor James Murphy gitáros és Greg Christian basszusgitáros távozásával a Testament léte teljesen bizonytalanná vált.
A Demonic végül Testament-albumként született. A gitárokat egyedül Eric Peterson játszotta fel, mindössze a New Eyes of Old-ban szólózik az ex-Forbidden gitáros Glen Alvelais. Greg Christian helyére időlegesen a Testament megalapításában is részt vett Derrick Ramirez gitáros tért vissza basszusgitárosként, a dobokat pedig az extrém metal egyik nagy egyénisége Gene Hoglan (ex-Dark Angel, Death) játszotta fel, aki rögtön a felvétel után a Strapping Young Ladbe távozott. Helyére ismét Jon Dette tért vissza a lemezbemutató turnéra.

## Dalok
1. Demonic Refusal – 5:21
2. The Burning Times – 5:15
3. Together as One – 4:17
4. Jun-Jun – 3:43
5. John Doe – 3:11
6. Murky Waters – 3:00
7. Hatred's Rise – 3:15
8. Distorted Lives – 3:36
9. New Eyes of Old – 3:00
10. Ten Thousand Thrones – 4:37
11. Nostrovia – 1:32

## Közreműködők
- Chuck Billy – ének
- Eric Peterson – gitár, szólógitár
- Derrick Ramirez – basszusgitár
- Gene Hoglan – dob
- Glen Alvelais – szólógitár a New Eyes of Old c. dalban

## Külső hivatkozások
- Testament hivatalos honlap
- Testament myspace oldal